# Padrão dos Povos

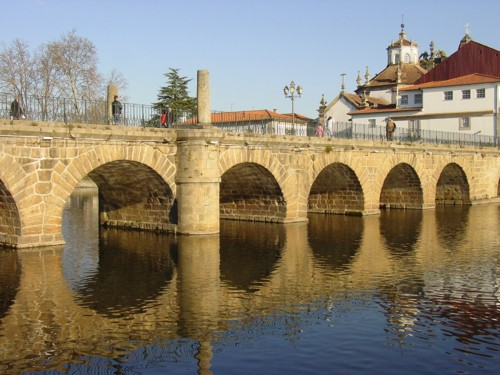
Ponte Romana de Chaves, Portugal.

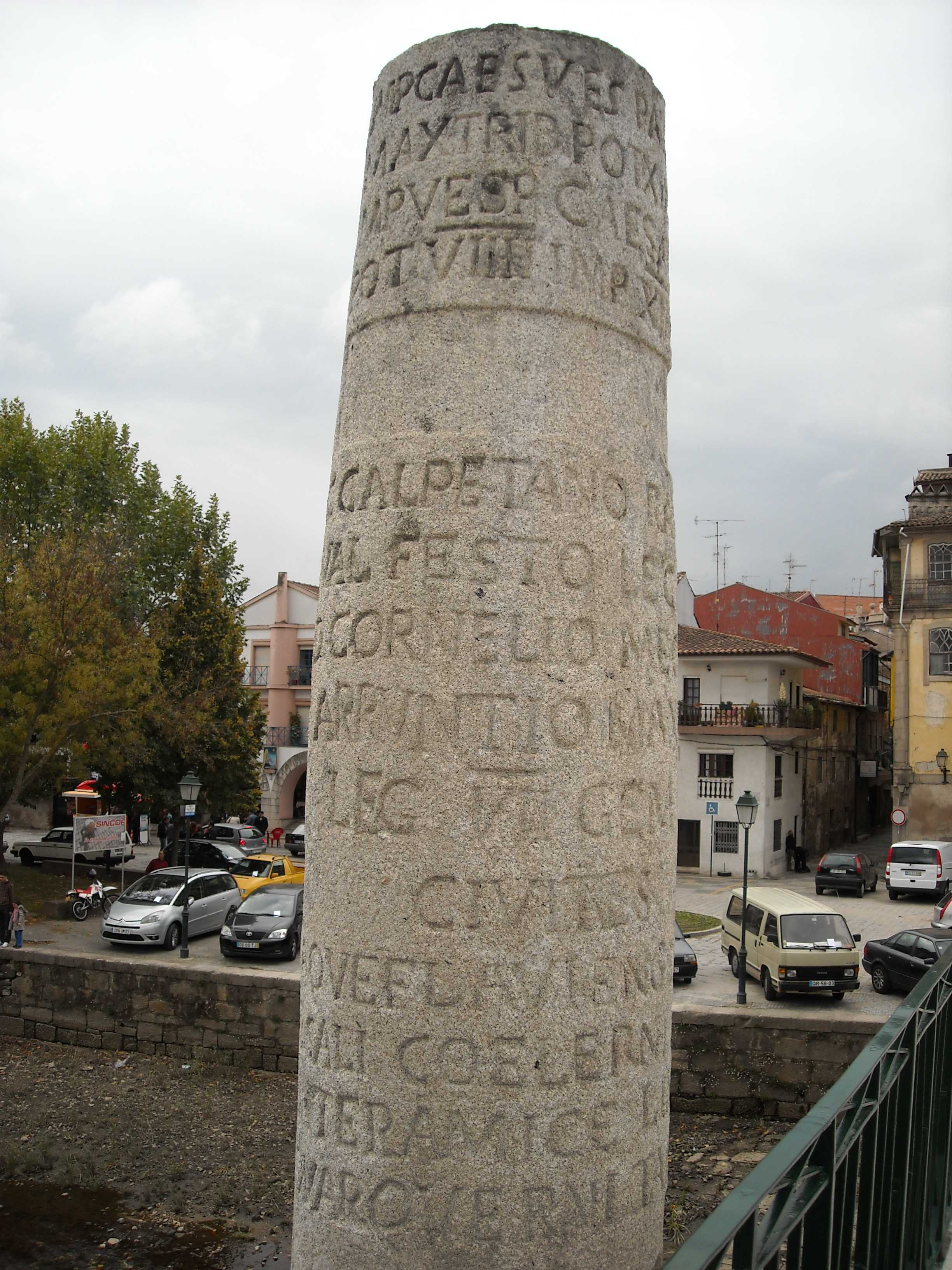
Cópia do Padrão dos Povos na ponte Trajano

O chamado Padrão dos Povos encontra-se depositado no Museu da Região Flaviense, na cidade de Chaves, distrito de Vila Real, em Portugal.

## História
Trata-se de uma coluna ("padrão") com inscrições romanas, descoberta a 27 de agosto de 1980 no leito do rio Tâmega, junto à ponte romana de Chaves.
Constitui-se em uma epígrafe comemorativa aos imperadores Vespasiano e Tito, e a outras autoridades provinciais romanas, e é dedicada, sem se mencionar o motivo, por dez cividades ou povos do convento bracarense, na Galécia.
O documento está incluso no Corpus Inscriptionum Latinarum: CIL II, 2477.
Na supradita ponte encontram-se ainda dois padrões que identificam os aquiflavienses como responsáveis pela edificação da ponte, nos começos do século II, no tempo do imperador Trajano. Atualmente, acreditam-se ambos os padrões serem reproduções.

## Datação
A estela é datada, seguindo os argumentos aduzidos por Hübner, em 79 d.C., ano da morte do imperador Vespasiano, sucedido pelo seu filho Tito.

## Epígrafe
"IMP CAES VESP AVG PONT / MAX TRIB POT X IMP XX PROCOS IX / IMP VESP CAES AVG F PONT TRIB / POT VIII IMP XIIII COS VI /... / C CALPETANO RANTIO QUIRINALI VAL FESTO LEG AVG PR PR / D CORNELIO MECIANO LEG AVG / L ARRVNTIO MAXIMO PROC AVG / LEG VII GEM FEL / CIVITATES X / AQUEFLAVIENSES AOBRIGENS / BIBALI COELERNI EQUAESI / INTERAMICI LIMICI AEBISOCI / QUARQUERNI TAMAGANI"

### Tradução
"Sendo Imperador César Vespasiano Augusto, Pontífice Máximo, com poder tribunício por décima vez, Imperador vigésimo, pai da pátria, cônsul por nona vez; também ao imperador (Tito) Vespasiano César, filho do Augusto, Pontífice, com poder tribunício por oitava vez, Imperador décimo quarto, cônsul por sexta (...) sendo Caio Calpetano Râncio Quirinal Valério Festo, legado propretor do Augusto e sendo Legado de Augusto, Décio Cornélio Meciano e Lúcio Arrúncio Maximo, procurador do Augusto. A Legião VII Gemina Felix e dez cidades: os Aquiflavienses, os Avobrigenses, os Bíbalos, os Celernos, os Equesos, os Interâmicos, os Límicos, os Nebísocos, os Quaquernos e os Tamaganos (...)."

## Interpretação
Existem diversas interpretações sobre a intenção desta estela e da inclusão da lista de povos nela; uma teoria é a de ser erigida em agradecimento à concessão do Ius latii a tais povos. Porém, outros acreditam que os povos inclusos, pertencentes ao Conventus de Braga, financiaram a construção da ponte sobre o rio Tâmega, contribuindo ao Opus pontis. 
De facto, os custos de construção e reparação de pontes, conhecidas como opus pontis ("obra de ponte"), eram da responsabilidade de vários municípios locais. Seus custos compartilhados provam que a ponte pertenciam à região como um todo, e não só a cidade de Aquae Flaviae (Chaves). 
Em qualquer caso, constitui uma homenagem aos imperadores Vespasiano e Tito a Legião VII e outras autoridades provinciais romanas.
Alguns dos dez povos citados na epígrafe são apenas conhecidos graças a este documento, como são os avobrigenses e os ebísocos (que às vezes se indicam como nebísocos). Os outros são conhecidos por outras fontes, mas o Padrão dos povos ajuda na sua localização aproximativa, na região de Chaves.
A respeito das linhas que faltam, há acordo entre os especialistas em considerar que foram eliminadas referências ao imperador Domiciano em virtude de damnatio memoriae.